# Кирнах
Кирнах (њем. Kürnach) општина је у њемачкој савезној држави Баварска. Једно је од 52 општинска средишта округа Вирцбург. Према процјени из 2010. у општини је живјело 4.466 становника. Посједује регионалну шифру (AGS) 9679156.

## Географски и демографски подаци
Кирнах се налази у савезној држави Баварска у округу Вирцбург. Општина се налази на надморској висини од 250 метара. Површина општине износи 12,3 km². У самом мјесту је, према процјени из 2010. године, живјело 4.466 становника. Просјечна густина становништва износи 364 становника/km².

## Међународна сарадња
| Мјесто | Држава      | Врста сарадње | Од    |
| ------ | ----------- | ------------- | ----- |
|        | Португалија | партнерство   | 1987. |
| Извор  |             |               |       |